# HL 안양
안양 HL IHC(Anyang HL Ice Hockey Club)는 대한민국 경기도 안양시에 있는 아이스하키 선수단이다. HL홀딩스가 운영하는 남자 세미프로 아이스하키단이며, 1994년에 창단되었다. 아시아 지역의 통합 리그인 아시아리그 아이스하키에 참가하고 있으며, 안양시를 연고로 하여 안양빙상장을 홈 경기장으로 사용한다.

## 역사

### 아시아리그 아이스하키 이전 (1994~2003)
HL 안양은 1994년 12월 만도 위니아로 창단하여 초대단장은 변정수, 초대감독은 김세일로 시작하였다. 2000년 2월 제5회 한국아이스하키리그 챔피언 결정전에서 우승하였을 뿐만 아니라 같은해 9월 제20회 유한철배 전국아이스하키대회 및 10월에 열린 제55회 전국종합아이스하키선수권대회에서 우승하는 등 국내에서 상위권을 차지한 바 있다.

### 아시아리그 아이스하키 이후

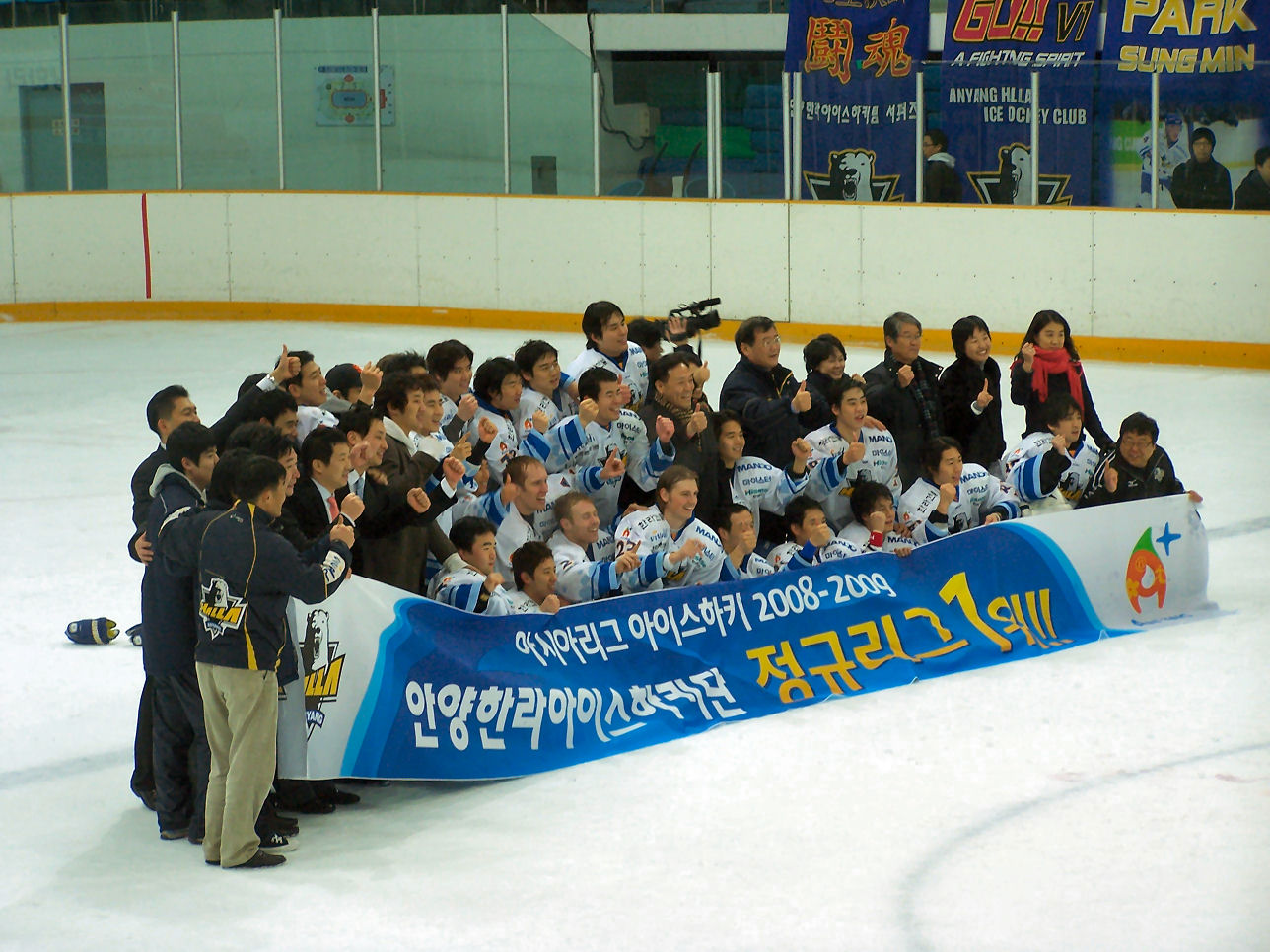
2009년 1월 25일 하이원과의 경기에서 승리한 후 안양 한라의 단체 사진

아시아리그 출범 이후 구단은 국내선수들과 함께 핀란드 및 체코 출신의 외국인 선수들을 영입하면서 상위도약을 꾀했으나 외국인 선수들의 부진한 플레이로 인한 내부 갈등과 오타카 베보다 감독의 불신으로 인해 플레이오프에서 번번이 시리즈에서 패하면서 시즌을 접었다. 2008년 여름 구단주 정몽원은 김세일 초대단장을 경질시켰고 세시즌 감독직을 맡았던 오타카 베보다 역시 사임했다. 구단주는 2008년 여름 심의식을 사령탑으로 임명했고 동시에 구단의 총괄 매니저 양승준 팀장은 SBS스포츠 아이스하키 해설을 맡고 있는 김형일 NHL 전문가를 영입하면서 북미 출신 외국인선수 스카우트에 주력을 두었다. 안양 한라는 2008년 여름 캐나다 선수 브락 라던스키, 수비수 브래드 패스트, 존 아를 차례로 영입하면서 동시에 대학 스타 박우상과 김기성과 각각 계약했으며 송동환이 군에서 복귀하면서 2008-09 시즌 사상 첫 정규리그 1위를 차지했다. 플레이오프에서는 닛폰제지 크레인스를 상대로 준결승 7차전까지 가는 접전끝에 시리즈 3-4로 패했다.
안양 한라는 이듬 2009-10 시즌에서 대학 졸업생 조민호, 정병천, 홍현목과 일본의 간판 수비수 오노 타카유키를 영입했다. 시즌 초반 외국인 선수들의 부상으로 더스틴 우드를 긴급히 투입했고 동시에 연세대 출신의 수비수 이돈구를 수혈했다. 그 결과 다시 한번 정규리그 1위를 차지했고 플레이오프 1라운드에서 하이원에 시리즈 3-1로 승리하면서 한국팀으로는 사상 첫 결승진출에 성공했다. 구단은 지난 2010년 3월 28일 원정에서 벌어진 닛폰제지 크레인스와의 플레이오프 결승 5차전 연장전에서 크레인스를 꺾고 한국팀으로는 아시아리그 사상 처음으로 우승하는 기염을 토했다. 안양 한라의 아시아리그 우승은 지난 1928년 국내 아이스하키 도입 이래 최다 경사로 꼽혔다.

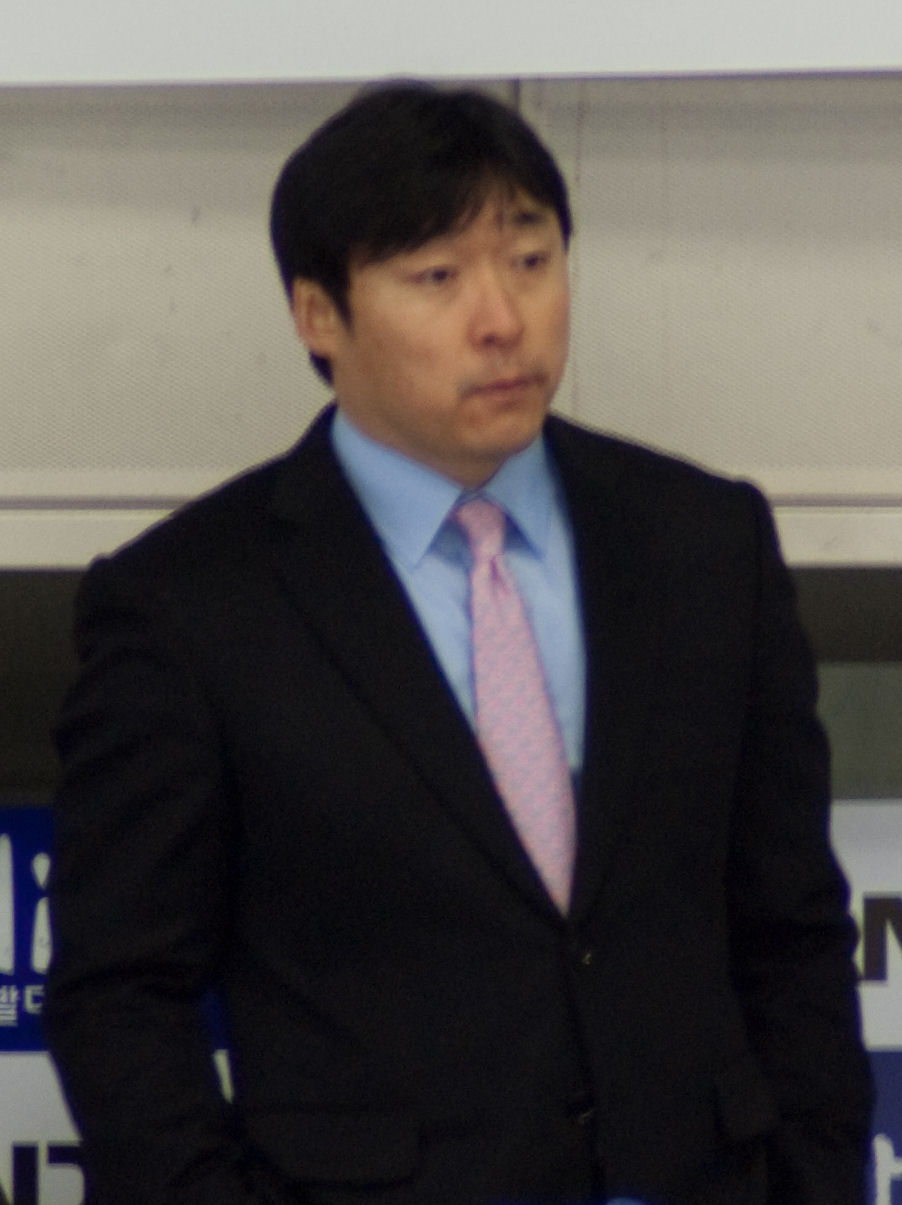
심의식 감독

2010-11 시즌 4위로 올라온 한라는 준결승전에서 1위로 올라온 오지 이글스를 시리즈 3-1로 꺾고 챔피언 결승에 올랐지만 동일본 대지진으로 결승전이 취소되면서 도호쿠 프리블레이즈와 함께 공동 우승을 따내게 됐다. 한라는 고쿠도이후 2번째로 2년 연속 챔피언을 따내는 팀으로 기록됐다.
2011-12 포스트 시즌에서 닛코 아이스벅스에 시리즈 2-3, 2012-13 포스트 시즌 오지 이글스에 시리즈 0-3 완패를 당하며 본격적으로 내리막길을 걷게 되었다.
새롭게 맞이한 2012-13 시즌에서는 4위를 기록하며 턱걸이로 플레이오프에 진출했으나 정규리그 1위팀이었던 오지 이글스에 전적 0 - 3으로 완패하며 시즌을 마쳤다. 2013-2014 시즌 구단은 마이크 테스트위드, 제프 디멘를 비롯해 대학에서 새로운 선수들을 영입하였으나 2008년부터 시작된 감독의 선수,프론트간의 장기불화가 빌미가 되며 팀 역대 최악 6위로 정규리그를 마감, 플레이오프 진출에 실패했다. 2014년 5월 12일, 구단은 심의식 감독과 배영호 코치를 전격 경질했다.

## 선수

### 영구 결번
- 91번 심의식
- 43번 패트릭 마르티넥

### 역대 외국인 선수 명단
- 미할 마들 2003–04, D
- 미로슬라우 슈테판카 2003–04, C
- 알레시 지마 2003–04, F
- 베사 폰토 2004–05, D
- 마르코 포울센 2004–05, W
- 에사 티카넨 2004–05, W
- 다니엘 세만 2005–06, D
- 야로슬라프 네드베트 2005–07, D
- 즈데네크 네드베트 2005–07, C/W
- 파벨 팔타 2006–07, G
- 토마시 흐루비 2007-08, F
- 파트리크 후치코 2007–08, D
- 밀란 코페츠키 2007–08, F
- 필리프 슈테판카 2007–08, D
- 파트리크 마르티네츠 2005-2010, F
- 브래드 패스트 2008-2011, D
- 존 아 2008-2011, D
- 더스틴 우드 2009-2011, 2013-2014 D
- 욘 헤치모비치 2011，RW
- 마크 델라고 2012-2013，LW
- 릭 잭맨 2011-2013，D
- 멧달 튼 2017,GK

## 역대 감독
- 김새일 1994-2004
- 변선욱 2004-2005
- 오타카르 베이보다 2005-2008
- 심의식 2008-2014
- 이르지 베베르 2014-2016
- 파트리크 마르티네츠 2016-2021
- 백지선 2021-

## 성적

### 아시아리그
| 시즌    | 경기 | 승 | 연장승 | GWS승 | 무 | GWS패 | 연장패 | 패 | 득  | 실  | 승점 | 정규리그 순위 | 플레이오프           |
| ------- | ---- | -- | ------ | ----- | -- | ----- | ------ | -- | --- | --- | ---- | ------------- | -------------------- |
| 2003–04 | 16   | 5  | 1      | —     | 0  | —     | 0      | 10 | 45  | 86  | 17   | 3위 / 5팀     | 플레이오프 없는 시즌 |
| 2004–05 | 42   | 17 | 1      | —     | 5  | —     | 1      | 18 | 152 | 140 | 59   | 5위 / 8팀     | 플레이오프 진출실패  |
| 2005–06 | 38   | 25 | 0      | —     | 0  | —     | 3      | 10 | 164 | 100 | 78   | 2위 / 9팀     | 플레이오프 패        |
| 2006–07 | 34   | 16 | 0      | —     | 2  | —     | 1      | 15 | 146 | 117 | 51   | 5위 / 8팀     | 6강플레이오프 패     |
| 2007–08 | 30   | 13 | 1      | —     | 2  | —     | 1      | 13 | 93  | 92  | 44   | 5위 / 7팀     | 6강플레이오프 패     |
| 2008–09 | 36   | 22 | 1      | 2     | —  | 2     | 2      | 7  | 150 | 105 | 76   | 1위 / 7팀     | 플레이오프 패        |
| 2009–10 | 36   | 23 | 2      | 1     | —  | 3     | 1      | 6  | 180 | 109 | 79   | 1위 / 7팀     | 우승                 |
| 2010–11 | 36   | 17 | 4      | 2     | —  | 1     | 3      | 9  | 130 | 94  | 67   | 4위 / 7팀     | 공동우승             |
| 2011–12 | 36   | 20 | 1      | 3     | —  | 3     | 1      | 8  | 154 | 107 | 72   | 2위 / 7팀     | 플레이오프 패        |
| 2012–13 | 42   | 21 | 0      | 2     | —  | 3     | 3      | 13 | 187 | 141 | 73   | 4위 / 7팀     | 플레이오프 패        |
| 2013–14 | 42   | 17 | 2      | 2     | —  | 1     | 4      | 16 | 152 | 110 | 64   | 6위 / 8팀     | 플레이오프 진출실패  |
| 2014-15 | 48   | 29 | 0      | 2     | ㅡ | 5     | 3      | 9  | 182 | 111 | 99   | 1위/ 9팀      | 결승 패              |
| 2015-16 | 48   | 33 | 2      | 4     | ㅡ | 0     | 3      | 6  | 206 | 86  | 114  | 1위/ 9팀      | 우승                 |
| 2016-17 | 48   | 36 | 3      | 2     | ㅡ | 2     | 0      | 5  | 210 | 91  | 120  | 1위/ 9팀      | 우승                 |

### 우승 기록

#### 아시아리그 아이스하키
- 우승(5회) : 2009-10, 2010-11, 2015-16, 2016-17, 2017-18
- 베스트 하키타운(2회) : 2006년, 2010년,2016

#### 전국종합 아이스하키 선수권대회
- 우승(8회) : 1996, 1997, 1999, 2000, 2009, 2010, 2011, 2014

#### 한국 아이스하키리그(KIHL)
- 우승(5회) : 1997-98, 1999-00, 2001-02, 2002-03, 2003-04)
- 준우승(3회) : 1995-96, 1996-97, 2000-01

## 같이 보기
- 키에코 완타 - 한라그룹에서 인수한 핀란드 아이스하키팀

## 참고 문헌
- “스포츠지원포털 등록 현황”. 대한체육회.
- Sung, Beak Yu (2014년 5월 13일). “한라, 심의식-배영호 경질”. 《The Hockey News》. 2014년 5월 14일에 원본 문서에서 보존된 문서. 2014년 5월 1일에 확인함.